# Begomovirus
Begomovirus ist eine Gattung von Viren in der Familie Geminiviridae innerhalb des Phylums Cressdnaviricota. Begomoviren sind Pflanzenviren, die in ihrer Gesamtheit ein sehr breites Wirtsspektrum haben und Zweikeimblättrige Pflanzen (Dicotyledoneae) infizieren. Weltweit sind sie für einen beträchtlichen wirtschaftlichen Schaden an vielen wichtigen Nutzpflanzen wie Tomaten, Bohnen, Kürbis, Maniok und Baumwolle verantwortlich. Es gibt derzeit (Stand 30. April 2024) 445 Arten vom International Committee on Taxonomy of Viruses (ICTV) bestätigte Spezies (Arten) in dieser Gattung, einschließlich der ehemaligen Typusspezies Bean Golden Yellow Mosaic Virus (jetzt als Begomovirus birdi bezeichnet).

## Morphologie

Schemazeichnung eines Virions der Gattung Begomovirus: Querschnitt (monopartiter Fall) und Seitenansicht

Die Viruspartikel (Virionen) der Gattung Begomovirus sind nicht umhüllt.
Das Nukleokapsid ist 38 nm (Nanometer) lang und hat einen Durchmesser von 15–22 nm.
Es hat die für Mitglieder der Familie Geminiviridae (deutsch informell manchmal „Zwillingsviren“ genannt) typische Morphologie:
Während die Partikel eine grundsätzlich ikosaedrische Symmetrie aufweisen, bestehen sie aus zwei solchen unvollständigen Ikosaedern, denen jeweils ein Scheitelpunkt fehlt und die so miteinander wie Siamesische Zwillinge verbunden sind. Es gibt 22 (zweimal elf) Kapsomere pro Nukleokapsid.

## Genom und Proteom
Das Genom in der Gattung Begomovirus besteht aus zirkulär geschlossener Einzelstrang-DNA (ssDNA).
Gewöhnlich haben Begomoviren ein bipartites (segmentiertes) Genom:
Das Genom ist dann in zwei Segmente (als DNA-A und DNA-B bezeichnet) aufgeteilt ist, die in separate Virionen (Viruspartikel) verpackt sind. In diesem Fall sind im Allgemeinen beide Segmente für eine erfolgreiche symptomatische Infektion in einer Wirtszelle erforderlich.
Die DNA-B ist für ihre Replikation von der DNA-A abhängig, die bei einigen Begomoviren anscheinend bereits allein normale Infektionen verursachen kann.

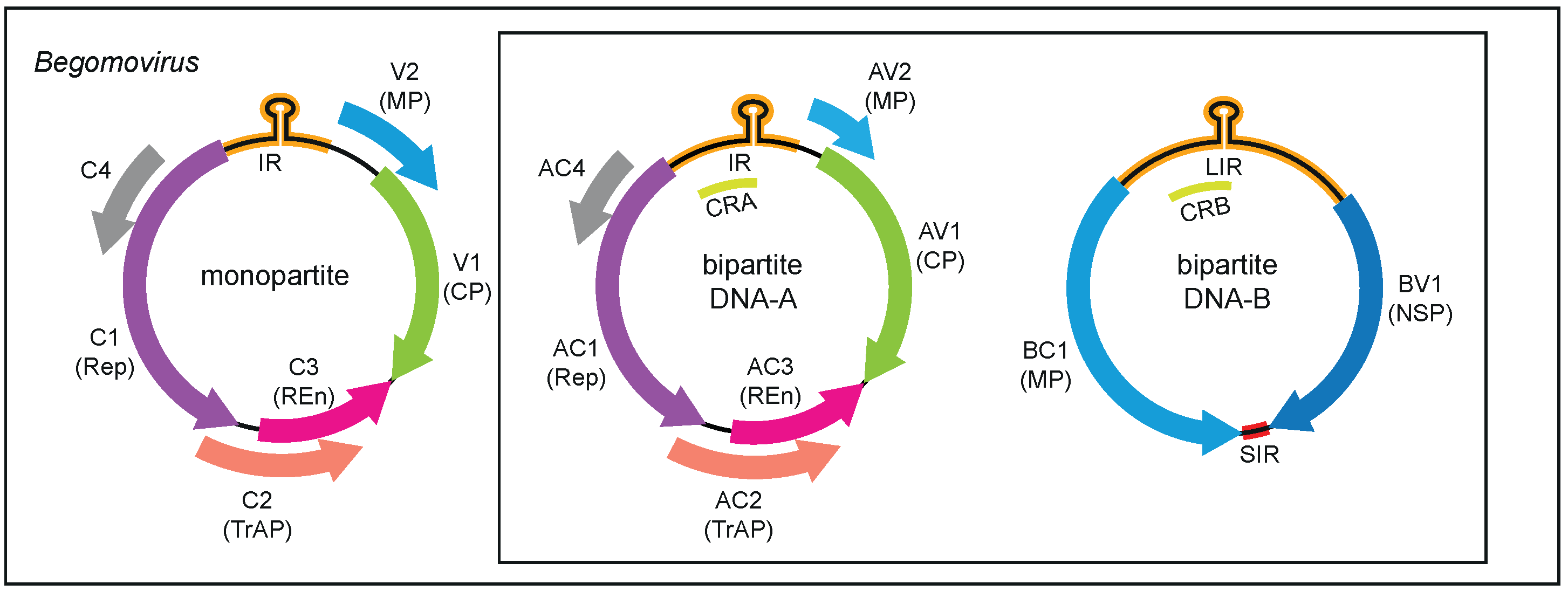
Genomkarte der Gattung Begomovirus, links monopartiter, rechts bipartiter Fall.

Genomkarte von Bean golden mosaic virus (BGMV), bipartit
(Stem loop nicht ausgeführt).

Die Proteine dieser Gattung können entweder auf dem Sense-Strang (positive Orientierung) oder auf dessen Komplement (negative Orientierung) kodiert sein.
Details:
- Segment A

Das Segment DNA-A kodiert typischerweise fünf bis sechs Proteine, darunter:
- V1 (R1) – positive Orientierung: Kapsidprotein (CP) – 29,7 kDa (KiloDalton)
- V2         – positive Orientierung: Movement-Protein (Transport-Protein: Precoat-ORF) – 12,8 kDa
- C1 (L1) – negative Orientierung: Replikations-Initiationsprotein (Rep) – 40,2 kDa
- C2 (L2) – negative Orientierung: Transkriptionsaktivator-Protein (TrAP) – 19,6 kDa
- C3 (L3) – negative Orientierung: Replikationsverstärker – 15,6 kDa
- C4         – negative Orientierung: Kann die Expression der Symptome bestimmen – 12,0 kDa

Neben CP und Rep gibt es also eine oder mehrere Komponenten an Regulationsproteinen (Kontrolle der Genexpression), Proteinen zur Überwindung der Wirtsabwehr und Proteine zur Übertragung durch Insekten als Vektoren.
Dieses Segment ist homolog zu den Genomen aller anderen Geminiviren.
- Segment B

- V1 (R1) – positive Orientierung: Nukleares Shuttle-Protein (ein Movement-Protein) – 33,1 kDa
- C1 (L1) – negative Orientierung: weiteres Movement-Protein – 29,6 kDa

Diese Proteine haben Funktionen bei der intra- und interzellulären Bewegung in Wirtspflanzen.
Die beiden Segmente DNA-A und DNA-B zeigen wenig Übereinstimmung in der Sequenz, mit Ausnahme einer ca. 200 nt (Nukleotide) langen Region, die als „gemeinsame Region“ (englisch common region) bezeichnet wird, und in der typischerweise mehr als 85 % Übereinstimmung besteht.
Diese Region enthält eine (unter Geminiviren) absolut konservierte Haarnadelstruktur und wiederholte Sequenzen (Iterons genannt). Diese stellen Erkennungssequenzen für die Bindung des Replikationsproteins (Rep) dar.
Innerhalb dieser Schleife befindet sich eine Nonanukleotid-Sequenz (TAATATTAC, d. h. 9 nt lang, daher „nona“), die als Ursprung (Ori) der Einzelstrang-DNA-Replikation des Virus fungiert. Die Haarnadelstruktur selbst wird daher auch als Stammschleife (en. stem loop) bezeichnet. Sie ist eine typische Eigenschaft von Vertretern des Phylums Cressdnaviricota (Circular Rep-encoding DNA viruses).
Bei dieser Gattung kann es zu einem Austausch zwischen den Segmenten kommen, der Pseudorekombination genannt wird:
Diese erfolgt üblicherweise durch einen Prozess, der als „Regulon Grafting“ bezeichnet wird. Die A-Komponente spendet ihre gemeinsame Region durch Rekombination an die eingefangene B-Komponente.
Dadurch entsteht eine neue abhängige Interaktion zwischen zwei Komponenten.

## Übertragung
Viren der Gattung Begomovirus werden obligat durch einen Vektor übertragen, bei dem es sich um die Tabakmottenschildlaus (Bemisia tabaci) oder um eine andere Pflanzenlaus der Mottenschildlaus-Familie Aleyrodidae (Whitefly) handeln kann.
Diese Vektoren ermöglichen eine schnelle und effiziente Ausbreitung des Virus, da sie in der Wahl der von ihnen parasitierten Pflanzen sehr flexibel sind. Der Vektor überträgt das Virus persistent, zirkulierend und nicht propagierend.
„The Whitefly Plan“ ist ein Dokument des Landwirtschaftsministeriums der Vereinigten Staaten (USDA), mit dem ein 5-Jahres-Plan (beginnend 1992) aufgelegt wurde, um die Mottenschildläuse zu bekämpfen (Aktualisierung 2007/2009).

## Krankheiten
Mehrere Begomoviren verursachen auf der ganzen Welt schwere Pflanzenkrankheiten.
Begomovirus-Spezies, die Tomaten infizieren, wie das
Tomato yellow leaf curl virus (TYLCV) und das (noch ICTV-unbestätigte)
„Tomato Yellow Mosaic Virus“ (ToYMV),
die erstmals in den späten 1980er Jahren identifiziert wurden, verursachen weltweit erhebliche wirtschaftliche Verluste.
In Gebieten, in denen diese Viren weit verbreitet sind, wie z. B. Trinidad, der Dominikanischen Republik, Mexiko und weiten Teilen Mittelamerikas, Israel, sowie in ganz Südostasien, einschließlich Thailand, Kambodscha, Indonesien, Indien und Sri Lanka, können diese Krankheiten bei Tomaten und anderen Nutzpflanzen (wie Paprika und Auberginen), einen geschätzten Ertragsverlust von 50–60 % verursachen.
Begomoviren, die Paprika (Capsicum spp.) befallen, wie das
Pepper leaf curl virus und das
Chilli leaf curl virus,
verursachen ebenfalls weltweit erhebliche Verluste.
Die Krankheitssymptome an der infizierten Pflanze sind typischerweise Chlorose, Blattverzerrung, Absterben (Nekrose) der Blütenknospen und Faltenbildung (en. crinkling) sowie Verkümmerung (en. stunting).
In Ländern Südostasiens, in denen diese Viren in Südostasien weit verbreitet sind, darunter Thailand, Kambodscha, Indonesien, Sri Lanka und Indien, können diese Krankheiten bei Paprika und anderen Nutzpflanzen wie Tomaten, Gurken, Kürbissen, Melonen und Auberginen einen geschätzten Ertragsverlust von 40–70 % verursachen. Die Typusspezies Bean golden yellow mosaic virus (BGYMV) verursacht eine schwere Krankheit bei Bohnenarten in Mittelamerika, der Karibik und im südlichen Florida.

## Systematik
Die beiden Segmente des Genoms haben eine sehr unterschiedliche molekulare Evolutionsgeschichte und stehen wahrscheinlich unter einem sehr unterschiedlichen evolutionären Druck. Das DNA-B-Segment entstand offenbar als Satellit, der vom monopartiten Vorläufer aller existierenden bipartiten Begomoviren eingefangen wurde und sich in der Folge zu einer wesentlichen Genomkomponente entwickelt hat.
Von den Begomoviren mit monopartitem (unsegmentiertem) Genom sind über 133 Spezies bekannt, sie alle stammen aus der Alten Welt.
In der Neuen Welt wurden dagegen bisher keine monopartiten Begomoviren identifiziert.
Da das B-Segment zwischen Begomovirus-Spezies leicht ausgetauscht werden kann (was zu neuen Spezies führt), basieren phylogenetische Analysen hauptsächlich auf dem A-Segment.
Die phylogenetische Analyse der Gattung offenbart eine Reihe von Kladen (Verwandtschaftsgruppen). Die Hauptunterteilung ist zwischen den Stämmen der Alten und Neuen Welt.
Die Stämme der Alten Welt können in afrikanische, indische, japanische und andere asiatische Kladen unterteilt werden, wobei eine kleine Anzahl von Stämmen außerhalb dieser Kladen gruppiert ist.
Die Stämme der Neuen Welt unterteilen sich in mittel- und südamerikanische Stämme.
Neben diesen Hauptgruppierungen gibt es eine Reihe kleinerer Kladen.
Eine Gruppe, die eine Reihe von Hülsenfrüchten aus Indien und Südostasien infiziert (informell „Legumovirus“ genannt) und
eine Gruppe von Viren, die aus Prunkwinden und anderen Spezies der Pflanzenfamilie Convolvulaceae aus Amerika, Asien und Europa isoliert wurden (informell „Sweepovirus“), scheinen basal zu allen anderen Arten zu sein.
Zwei Arten, die aus der Gattung Corchorus aus Vietnam isoliert wurden (informell „Corchovirus“), gehören etwas unerwartet zu den Arten der Neuen Welt.
Mit Stand 5. Mai 2024 sind vom ICTV in der Gattung Begomovirus (inklusive der Gruppen „Sweepovirus“ und „Corchovirus“) die folgenden Spezies bestätigt:
Gattung Begomovirus
- B. abelmoschusbhubhaneswarense mit Bhendi yellow vein Bhubhaneswar virus (BYVBhV) – Okra
- B. abelmoschusdehliense mit bhendi yellow vein mosaic Delhi virus (BYVMDV)
- B. abelmoschusflavi mit bhendi yellow vein mosaic virus (Okra-Gelbadernmosaikvirus, BYVMV/IN)
- B. abelmoschusharyanaense mit bhendi yellow vein Haryana virus (BYVHV)
- B. abelsmoschusenation mit okra enation leaf curl virus (OELCuV)
- B. abelsmoschusmaculae mit okra mottle virus (OMoV)
- B. abelsmoschusmexicoense mit okra yellow mosaic Mexico virus (OYMV)
- B. abelsmoschusomanense mit okra leaf curl Oman virus (OLCOV)
- B. abelsmoschusretorridi mit okra yellow crinkle virus (OYCrV/ML und OYCrV/CM)
- B. abutilonbrazilense mit Abutilon mosaic Brazil virus (AbMBV) – Abutilon[8]
- B. abutilonis mit Abutilon golden mosaic virus (AbGMV)
- B. agerahualianense mit Ageratum yellow vein Hualian virus (AYVV/Hua und AYVV/Hsi) – Ageratum
- B. agerainvolutionis mit Ageratum leaf curl virus (ALCuV)
- B. agerasichuanense mit Ageratum leaf curl Sichuan virus (ALCScV)
- B. agerasrilankaense mit Ageratum yellow vein Sri Lanka virus (AYVSLV)
- B. agerati mit Ageratum enation virus (AEV/NP und AEV/IN und AEV/UP)
- B. ageravenae mit Ageratum yellow vein virus (AYVV/Gx, …)[8]
- B. alceae mit hollyhock leaf curl virus (HoLCV)
- B. alceamuvisi mit hollyhock yellow vein mosaic virus (Stockrosen-Gelbadernmosaikvirus, HoYVMV)
- B. alceavenae mit hollyhock yellow vein virus (HoYVV)
- B. allamandae mit Allamanda leaf curl virus (AllLCV/A) – Allamanda
- B. alternantherae mit Alternanthera yellow vein virus (AlYVV) – Alternanthera, vgl. Alligatorkraut
- B. andrographis mit Andrographis yellow vein leaf curl virus (AnYVLCV) – Andrographis, vgl. Kalmegh
- B. asystasiae mit Asystasia mosaic Madagascar virus (AsMMV) – Asystasia gangetica
- B. asystasiaprimi mit West African Asystasia virus 1 (WAAV1) – Asystasia
- B. asystasiasecundi mit West African Asystasia virus 2 (WAAV2)
- B. asystasiatertii mit West African Asystasia virus 3 (WAAV3)
- B. bauri mit Abutilon mosaic virus (AbMV) – Abutilon[15]
- B. bemisiaprimi mit whitefly-asssociated begomovirus 1 (WfaBV1)
- B. bemisiaquarti mit whitefly-asssociated begomovirus 4 (WfaBV4)
- B. bemisiasecundi mit whitefly-asssociated begomovirus 2 (WfaBV2)
- B. bemisiaseptimi mit whitefly-asssociated begomovirus 7 (WfaBV7)
- B. bemisiasexti mit whitefly-asssociated begomovirus 6 (WfaBV6)
- B. bemisiatertii mit whitefly-asssociated begomovirus 3 (WfaBV3)
- B. birdi (ehem. Typus) mit bean golden yellow mosaic virus (BGYMV)
- B. blainvilleae mit Blainvillea yellow spot virus (BlYSV) – Blainvillea
- B. blechi mit Blechum interveinal chlorosis virus (BleICV) – Blechum
- B. blechumflavi mit Blechum yellow vein virus (BleYVV)
- B. boerhaviae mit Boerhavia yellow spot virus (BoYSV) – Boerhavia
- B. brassicae mit cabbage leaf curl virus (CabLCV) – Weißkohl
- B. brassicajamaicaense mit cabbage leaf curl Jamaica virus (CabLCJV)
- B. caprariae mit Capraria yellow spot virus (CarYSV) – Capraria
- B. capsiahmedbadense mit chilli leaf curl Ahmedabad virus (ChiLCAV)
- B. capsibhavanisagarense mit chilli leaf curl Bhavanisagar virus (ChiLCBV)
- B. capsici mit pepper leaf curl virus (PepLCV/TH und PepLCV/MY)
- B. capsicumacehense mit pepper yellow leaf curl Aceh virus (PepYLCAV)
- B. capsicumannui mit pepper blistering leaf virus (PepBLV)
- B. capsicumbangladeschense mit pepper leaf curl Bangladesh virus (PepLCBV/BD, …)
- B. capsicumchinaense mit pepper yellow leaf curl virus (PepYLCV)
- B. capsicumcontorsioris mit pepper leafroll virus (PepLRV)
- B. capsicumhuastecoense mit pepper huasteco yellow vein virus (PHYVV)
- B. capsicumindonesiaense mit pepper yellow leaf curl Indonesia virus (PepYLCIV)
- B. capsicumindonesiaenseduo mit pepper yellow leaf curl Indonesia virus 2 (PepYLCV2)
- B. capsicumlahorense mit pepper leaf curl Lahore virus (PepLCLaV)
- B. capsicummaliense mit pepper yellow vein Mali virus (PepYVMLV)
- B. capsicummusivi mit pepper golden mosaic virus (PepGMV/Tam, …, alias Serrano golden mosaic virus, SGMV)
- B. capsicumthailandense mit pepper yellow leaf curl Thailand virus (PepYLCTHV)
- B. capsicumyunnanense mit pepper leaf curl Yunnan virus (PepLCYnV)
- B. capsigondaense mit chilli leaf curl Gonda virus (ChiLCGV)
- B. capsikanpurense mit chilli leaf curl Kanpur virus (ChiLCKaV)
- B. capsindiaense mit chilli leaf curl India virus (ChiLCINV)
- B. capsisrilankaense mit chilli leaf curl Sri Lanka virus (ChiLCSLV)
- B. capsivellanadense mit chilli leaf curl Vellanad virus (ChiLCVV)
- B. caricachinaense mit papaya leaf curl China virus (PaLCuCNV/To, …)
- B. caricae mit papaya leaf curl virus (PaLCuV/Luc, …)
- B. caricaflavi mit papaya yellow leaf curl virus (PaYLCV)
- B. caricaguandongense mit papaya leaf curl Guandong virus (PaLCuGdV)
- B. caricaprimi mit papaya severe leaf curl virus 1 (PaSLCV1)
- B. caricasecundi mit papaya severe leaf curl virus 2 (PaSLCV2)
- B. catharanthi mit Catharanthus yellow mosaic virus (CaYMV) – Catharanthen
- B. catharticae mit Allamanda leaf mottle distortion virus (AllLMoDV)
- B. centrosemae mit Centrosema yellow spot virus (CeYSV) – Schmetterlingsblütler
- B. chayotis mit chayote yellow mosaic virus (ChaYMV) – Chayote
- B. chenopodii mit Chenopodium leaf curl virus (ChLCV) – Quinoa
- B. chillicapsici mit chilli leaf curl virus (ChiLCV/PK, …) – Paprika
- B. chlorocucumis mit melon chlorotic leaf curl virus (MCLCuV/CR, …)
- B. citrulli mit watermelon chlorotic stunt virus (WmCSV)
- B. cleomaurei mit Cleome golden mosaic virus (CleGMV) – Spinnenblume
- B. cleomecrispi mit Cleome leaf crumple virus (CleLCrV, teilw. verschrieben als Cleome leaf crumble virus)[8]
- B. clerodendronflavi mit Clerodendron yellow mosaic virus (ClYMV) – Losbäume
- B. clerodendronis mit Clerodendron golden mosaic virus (ClGMV)
- B. clerodendrumchinaense mit Clerodendrum golden mosaic China virus (ClGMCNV/Fu und ClGMCNV/Ji)
- B. clerodendrumjiangsuense mit Clerodendrum golden mosaic Jiangsu virus (ClGMJsV)
- B. cnidoscoli mit Cnidoscolus mosaic leaf deformation virus (CnMLDV) – Cnidoscolus, vgl. Cnidoscolus aconitifolius
- B. cocciniae mit Coccinia mosaic Tamil Nadu virus (CMTNV) – Coccinia
- B. coheni mit tomato yellow leaf curl virus (TYLCV)[16]
- B. corchocubaense mit Corchorus yellow vein Cuba virus (CoYVCUV)
- B. corchoflavi mit Corchorus yellow spot virus (CoYSV)
- B. corchomusivi mit Corchorus yellow vein mosaic virus (CoYV)
- B. corchori mit Corchorus golden mosaic virus (CoGMV/Ha und CoGMV/IN)
- B. corchovenae mit Corchorus yellow vein virus (CoYVV)
- B. costai mit bean golden mosaic virus (BGMV)
- B. crassocephali mit Crassocephalum yellow vein virus (CraYVV)
- B. crotalariae mit sunn hemp leaf distortion virus (SHLDV)
- B. crotoflavi mit croton yellow vein mosaic virus (CroYVMV)
- B. crotomusivi mit Croton golden mosaic virus (CroGMV)
- B. cucumis mit cucumber chlorotic leaf virus (CuChLV)
- B. cucumisflavi mit melon yellow mosaic virus (MeYMV)
- B. cucumismusivi mit melon chlorotic mosaic virus (MClMV)
- B. cucurbitachinaense mit squash leaf curl China virus (SLCCNV/CN, …)
- B. cucurbitae mit cucurbit leaf crumple virus (CuLCrV)
- B. cucurbitamaximae mit pumpkin yellow mosaic virus (PuYMV)
- B. cucurbitapeponis mit squash leaf curl virus (SLCuV bzw. SLCV)[8]
- B. cucurbitaphilippinense mit squash leaf curl Philippines virus (SLCuPV)
- B. cucurbitatenuis mit squash mild leaf curl virus (SMLCuV)
- B. cucurbitayunnanense mit squash leaf curl Yunnan virus (SLCuYV)
- B. dalechampiae mit Dalechampia chlorotic mosaic virus (DaChMV)
- B. daturadistortionis mit Datura leaf distortion virus (DaLDV)
- B. daturae mit Datura leaf curl virus (DaLCV)
- B. deinbolliae mit Deinbollia mosaic virus (DMV)
- B. desmodii mit Desmodium mottle virus (DesMoV)
- B. desmodistortionis mit Desmodium leaf distortion virus (DesLDV)
- B. diclipteracubaense mit Dicliptera yellow mottle Cuba virus (DiYMCUV)
- B. diclipterae mit Dicliptera yellow mottle virus (DiYMoV)
- B. dolichoris mit Dolichos yellow mosaic virus (DoYMV)
- B. durantae mit Duranta leaf curl virus (DuLCV)
- B. ecliptae mit Eclipta yellow vein virus (EYVV)
- B. emiliae mit Emilia yellow vein virus (EYVV)
- B. emiliafujianense mit Emilia yellow vein Fujian virus (EYVFjV)
- B. emiliathailandense mit Emilia yellow vein Thailand virus (EYVTHV)
- B. erectitesis mit Erectites yellow mosaic virus (ErYMV)
- B. eupatorii mit Eupatorium yellow vein virus (Wasserdost-Gelbadervirus, EpYVV/A – E)
- B. euphorbiae mit Euphorbia leaf curl virus (EuLCuV)
- B. euphorbiaflavi mit Euphorbia yellow leaf curl virus (EuYLCV)
- B. euphorbiaguangxiense mit Euphorbia leaf curl Guangxi virus (EuLCGxV/A)
- B. euphorbiamusivi mit Euphorbia mosaic virus (EuMV)[8]
- B. euphorbiamusiviflavi mit Euphorbia yellow mosaic virus (EuYMV)
- B. euphorbiaperuense mit Euphorbia mosaic Peru virus (EuMPV)
- B. glycinepallidi mit soybean chlorotic blotch virus (SbCBV)
- B. glycinevariati mit soybean mild mottle virus (SbMMoV)
- B. glycinis mit soybean blistering mosaic virus (SbBMV)
- B. gossypialabadense mit cotton leaf curl Alabad virus (CLCuAlV/Al, …)
- B. gossypibangalorense mit cotton leaf curl Bangalore virus (CLCuBaV)
- B. gossypibarasatense mit cotton leaf curl Barasat virus (CLCuBarV)
- B. gossypiflavi mit cotton yellow mosaic virus (CYMV)
- B. gossypigeziraense mit cotton leaf curl Gezira virus (CLCuGeV/SD, …)
- B. gossypii mit cotton leaf crumple virus (CLCrV/AZ und CLCrV/TX)
- B. gossypikokranense mit cotton leaf curl Kokhran virus (CLCuKoV/Ko, …)
- B. gossypimaculae mit cotton chlorotic spot virus (CoChSpV)
- B. gossypimultanense mit cotton leaf curl Multan virus (CLCuMuV/Dar, …)
- B. hedyotis mit Hedyotis uncinella yellow mosaic virus (HeuYMV)
- B. hemidesmi mit Hemidesmus yellow mosaic virus (HemYMV)
- B. hibisci mit Hibiscus golden mosaic virus (HGMV)
- B. hibiscusvenae mit Hibiscus yellow vein leaf curl virus (HYVLCV)
- B. hybanthi mit Hybanthus yellow mosaic virus (HybYMV)
- B. ipomoeacanaryense mit sweet potato leaf curl Canary virus (SPLCCV)
- B. ipomoeachinaense mit sweet potato leaf curl China virus (SPLCCNV)
- B. ipomoeae mit sweet potato leaf curl virus (SPLCV/US, …)
- B. ipomoeageorgiaense mit sweet potato leaf curl Georgia virus (SPLCGV)
- B. ipomoeaguangxiense mit sweet potato leaf curl Guangxi virus (SPLCGxV)
- B. ipomoeahenanense mit sweet potato leaf curl Henan virus (SPLCHnV)
- B. ipomoeahubeiense mit sweet potato leaf curl Hubei virus (SPLCHbV)
- B. ipomoeakoreaense mit sweet potato golden Korea vein virus (SPGVKRV)
- B. ipomoeamusivi mit sweet potato mosaic virus (SPMV)
- B. ipomoeasaopauloense mit sweet potato leaf curl Sao Paulo virus (SPLCSPV)
- B. ipomoeashandongense mit sweet potato leaf curl Shandong virus (SPLCSdV)
- B. ipomoeasichuanprimi mit sweet potato leaf curl Sichuan virus 1 (SPLCSiV/1)
- B. ipomoeasichuansecundi mit sweet potato leaf curl Sichuan virus 2 (SPLCSiV/2)
- B. ipomoeasouthcarolinaense mit sweet potato leaf curl South Carolina virus (SPLCSCV)
- B. jacquemontiamusivi mit Jacquemontia yellow mosaic virus (JacYMV)
- B. jacquemontiavenae mit Jacquemontia yellow vein virus (JacYVV)
- B. jacquemontiayucatanense mit Jacquemontia mosaic Yucatan virus (JacMYuV)
- B. jatrophae mit Jatropha leaf curl virus (JLCuV/ND und JLCuV/Gu)
- B. jatrophaflavamusivi mit Jatropha yellow mosaic virus (JYMV)
- B. jatrophaflavi mit Jatropha leaf yellow mosaic virus (JLYMV)
- B. jatrophagujaratense mit Jatropha leaf curl Gujarat virus (JLCGV)
- B. jatrophaindiaense mit Jatropha mosaic India virus (JMINV)
- B. jatrophamusivi mit Jatropha mosaic virus (JMV)
- B. jatrophanigeriaense mit Jatropha mosaic Nigeria virus (JMNV)
- B. jeskei mit Abutilon mosaic Bolivia virus (AbMBoV) – Abutilon
- B. kokenae mit Eupatorium yellow vein mosaic virus (Wasserdost-Gelbadernmosaikvirus, EpYVMV)
- B. leonuri mit Leonurus mosaic virus (LeMV/Le)
- B. linderniae mit Lindernia anagallis yellow vein virus (LaYVV)
- B. lisianthi mit Lisianthus enation leaf curl virus (LELCV)
- B. loniceramusivi mit horsegram yellow mosaic virus (HgYMV)
- B. ludwigiae mit Ludwigia yellow vein virus (LuYVV)
- B. ludwigiavietnamense mit Ludwigia yellow vein Vietnam virus (LuYVVNV)
- B. luffae mit Luffa yellow mosaic virus (LYMV)
- B. lycianthesis mit Lycianthes yellow mosaic virus (LyYMV)
- B. macroptilaurei mit Macroptilium golden mosaic virus (MacGMV)
- B. macroptilicommunis mit Macroptilium common mosaic virus (MacCMV)
- B. macroptilifloridaense mit Macroptilium yellow mosaic Florida virus (MacYMFV)
- B. macroptilii mit Macroptilium yellow mosaic virus (MacYMV/JM und MacYMV/CU)
- B. macroptilimaculae mit Macroptilium yellow spot virus (MacYSV)
- B. macroptilimusivi mit Macroptilium bright mosaic virus (MacBMV)
- B. macroptilipuertoricoense mit Macroptilium mosaic Puerto Rico virus (MacMPRV)
- B. macroptilivenae mit Macroptilium yellow vein virus (MacYVV)
- B. macrotylomae mit honeysuckle yellow vein virus (HYVV/UK, …)
- B. malvastri mit Malvastrum leaf curl virus (MaLCuV)
- B. malvastrumcambodiaense mit Malvastrum yellow vein Cambodia virus (MaYVCV)
- B. malvastrumflavi mit Malvastrum bright yellow mosaic virus (MaBYMV)
- B. malvastrumhelshirense mit Malvastrum yellow mosaic Helshire virus (MaYMHeV)
- B. malvastrumhonghense mit Malvastrum yellow vein Honghe virus (MaYVHV)
- B. malvastrumjamaicaense mit Malvastrum yellow mosaic Jamaica virus (MaYMJV)
- B. malvastrumlahorense mit Malvastrum yellow vein Lahore virus (MalYVLahV)
- B. malvastrummusivi mit Malvastrum yellow mosaic virus (MaYMV)
- B. malvastrumphilipinesense mit Malvastrum leaf curl Philippines virus (MaLCPHV)
- B. malvastrumyunnanense mit Malvastrum yellow vein Yunnan virus (MaYVYnV)
- B. malvatrumvenae mit Malvastrum yellow vein virus (MaYVV)
- B. manihotis mit African cassava mosaic virus (Afrikanisches Maniokmosaikvirus, ACMV)[17][16][18]
- B. manihotisafricaense mit East African cassava mosaic virus (Ostafrikanisches Maniokmosaikvirus, EACMV/UG, …)
- B. manihotisburkinafasoense mit African cassava mosaic Burkina Faso virus (Burkina-Faso-Maniokmosaikvirus, ACMBFV)
- B. manihotiscameroonense mit East African cassava mosaic Cameroon virus (Kamerun-Maniokmosaikvirus, EACMCMV)
- B. manihotisindianense mit Indian cassava mosaic virus (Indisches Maniokmosaikvirus, ICMV/IN, …)[8]
- B. manihotiskenyaense mit East African cassava mosaic Kenya virus (Kenia-Maniokmosaikvirus, EACMKV)
- B. manihotismadagascarense mit cassava mosaic Madagascar virus (Madagaskar-Maniokmosaikvirus, CMMGV)
- B. manihotismalawiense mit East African cassava mosaic Malawi virus (Malawi-Maniokmosaikvirus, EACMMV)
- B. manihotiszanzibarense mit East African cassava mosaic Zanzibar virus (Sansibar-Maniokmosaikvirus, EACMZV)
- B. melochiae mit Melochia mosaic virus (MelMV)
- B. melochiaflavi mit Melochia yellow mosaic virus (MelYMV)
- B. merremiae mit Merremia mosaic virus (MerMV/PR und MerMV/VE)
- B. merremiapuertoricoense mit Merremia mosaic Puerto Rico virus (MerMPRV)
- B. mestae mit Mesta yellow vein mosaic Bahraich virus (Mesta-Gelbadernmosaikvirus, MeYVMBaV, alias Mesta yellow vein mosaic virus, MeYVMV)[19]
- B. mimosae mit Mimosa yellow leaf curl virus (MiYLCV)
- B. mirabilis mit Mirabilis leaf curl virus (MirLCV)
- B. momordicae mit bitter gourd yellow mosaic virus (BgYMV) – Bittermelone
- B. moralesi mit bean dwarf mosaic virus (BDMV)
- B. mucunae mit velvet bean severe mosaic virus (VBSMV)
- B. mucunaflavi mit velvet bean golden mosaic virus (VBGMV)
- B. nicotianacomorosense mit tobacco leaf curl Comoros virus (TbLCKMV)
- B. nicotianacubaense mit tobacco leaf curl Cuba virus (TbLCCUV)
- B. nicotianadominicanense mit tobacco leaf curl Dominican Republic virus (TbLCDOV)
- B. nicotianae mit tobacco curly shoot virus (TbCSV)[20]
- B. nicotianaparvi mit tobacco yellow crinkle virus (TbYCV)
- B. nicotianapusaense mit tobacco leaf curl Pusa virus (TbLCPuV/To)
- B. nicotianarugosi mit tobacco leaf rugose virus (TbLRV)
- B. nicotianathailandense mit tobacco leaf curl Thailand virus (TbLCTHV)
- B. nicotianavariati mit tobacco mottle leaf curl virus (TbMoLCV)
- B. nicotianayunnanense mit tobacco leaf curl Yunnan virus (TbLCYnV/CN)
- B. nicotianazimbabwense mit tobacco leaf curl Zimbabwe virus (TbLCZV)
- B. ocimumaurei mit Ocimum golden mosaic virus (OcGMV)
- B. ocimummusivi mit Ocimum mosaic virus (OcMV)
- B. ocimumvenae mit Ocimum yellow vein virus (OcYVV)
- B. papayae mit papaya leaf crumple virus (PaLCrV)
- B. passifloracontorsionis mit passionfruit leaf distortion virus (PLDV)
- B. passiflorae mit passionfruit leaf curl virus (PLCV)
- B. passifloraseveri mit passionfruit severe leaf distortion virus (PSLDV)
- B. pavoniae mit Pavonia mosaic virus (PavMV)
- B. pavoniaflavi mit Pavonia yellow mosaic virus (PavYMV)
- B. pedilanthi mit Pedilenthus leaf curl virus (PeLCV)
- B. phaseoli mit bean leaf crumple virus (BLCrV)
- B. phaseolialbi mit bean white chlorosis mosaic virus (BWCMV)
- B. phaseolicaliconis mit bean calico mosaic virus (BChV)
- B. phaseolichlorosis mit bean chlorosis virus (BChMV)
- B. phaseoligallici mit French bean leaf curl virus (FbLCV)
- B. phaseolilatens mit bean latent virus (BLV)
- B. phaseolimexicoense mit bean yellow mosaic Mexico virus (BYMMxV)
- B. phaseoliretorridi mit bean bushy stunt virus (BBSV) – Bohne
- B. phaseovulgaris mit common bean mottle virus (CBMoV)
- B. pisi mit pea leaf distortion virus (PeLDV)
- B. polygalae mit Polygala garcinii virus (PgV)
- B. pouzolziae mit Pouzolzia golden mosaic virus (PouGMV)
- B. pouzolziaflavi mit Pouzolzia yellow mosaic virus (PouYMV)
- B. pouzolziaguangdongense mit Pouzolzia mosaic Guangdong virus (PouMGDV)
- B. premnae mit Premna leaf curl virus (PreLCV)
- B. puerariae mit kudzu mosaic virus (KuMV)
- B. ramiis mit ramie mosaic Yunnan virus (RMYnV)
- B. rhynchosiae mit Rhynchosia mild mosaic virus (RhMMV)
- B. rhynchosiaflavi mit Rhynchosia yellow mosaic virus (RhYMV)
- B. rhynchosiahavanaense mit Rhynchosia golden mosaic Havana virus (RhGMHaV)
- B. rhynchosiaindiaense mit Rhynchosia yellow mosaic India virus (RhYMIV)
- B. rhynchosiarugosi mit Rhynchosia rugose golden mosaic virus (RhRGMV)
- B. rhynchosiasinaloaense mit Rhynchosia golden mosaic Sinaloa virus (CabLCV)
- B. rhynchosiaurei mit Rhynchosia golden mosaic virus (RhGMV/MX, …)
- B. rosae mit rose leaf curl virus (RoLCuV)
- B. sauropi mit Sauropus leaf curl virus (SauLCuV)
- B. senecionis mit Senecio yellow mosaic virus (SeYMV)
- B. sennae mit Senna leaf curl virus (SenLCuV)
- B. sidaalagoasense mit Sida mosaic Alagoas virus (SiMALV)
- B. sidaboliviaensecundi mit Sida mosaic Bolivia virus 2 (SiMBoV2)
- B. sidaboliviaenseprimi mit Sida mosaic Bolivia virus 1 (SiMBoV1)
- B. sidaciliaris mit Sida ciliaris golden mosaic virus (SicGMV)
- B. sidacontorsionis mit Sida leaf curl virus (SiLCuV)
- B. sidaflavachinaense mit Sida yellow mosaic China virus (SiYMCNV)
- B. sidaflavacontorsionis mit Sida yellow leaf curl virus (SiYLCV)
- B. sidaflavalagoense mit Sida yellow mosaic Alagoas virus (SiYMAV)
- B. sidaflavamaculae mit Sida yellow blotch virus (SiYBV)
- B. sidaflavamusivi mit Sida yellow mosaic virus (SiYMV)
- B. sidaflavaneti mit Sida yellow net virus (SiYNV)
- B. sidaflavaureimusivi mit Sida yellow golden mosaic virus (SiYGMV)
- B. sidaflavavariati mit Sida yellow mottle virus (SiYMoV)
- B. sidaflavavenae mit Sida yellow vein virus (SiYVV)[8]
- B. sidaflavavietnamense mit Sida yellow vein Vietnam virus (SiYVVV)
- B. sidaflavayucatanense mit Sida yellow mosaic Yucatan virus (SiYMYuV)
- B. sidaflavi mit Sida bright yellow mosaic virus (SiBYMV)
- B. sidaintervenae mit Sida interveinal bright yellow virus (SiIBYV)
- B. sidamicranthae mit Sida micrantha mosaic virus (SiMMV)[21][8]
- B. sidamusivi mit Sida angular mosaic virus (SiAMV)
- B. sidapallidi mit Sida chlorotic leaf virus (SiChLV)
- B. sidapallivariati mit Sida chlorotic mottle virus (SiCMoV)
- B. sidasinaloaense mit Sida mosaic Sinaloa virus (SiMSiV)
- B. sidastri mit Sidastrum golden leaf spot virus (SidGLSV)
- B. sidaureibracoense mit Sida golden mosaic Braco virus (SiGMBcV)
- B. sidaureibrazilense mit Sida golden mosaic Brazil virus (SiGMBRV)
- B. sidaureibuckupense mit Sida golden mosaic Buckup virus (SiGMBuV)
- B. sidaureicostaricaense mit Sida golden mosaic Costa Rica virus (SiGMCRV)
- B. sidaureidis mit Sida golden mosaic virus (SiGMV)
- B. sidaureifloridaense mit Sida golden mosaic Florida virus (SiGMFlV/Malv, …)
- B. sidaureilaraense mit Sida golden mosaic Lara virus (SiGMLaV)
- B. sidaureimaculae mit Sida golden yellow spot virus (SiGYSV)
- B. sidaureivariati mit Sida golden mottle virus (SiGMoV)
- B. sidaureivenae mit Sida golden yellow vein virus (SiGYVV)
- B. sidavariati mit Sida mottle virus (SiMoV/Mic und SiMoV/Rho)
- B. sidavariatialagoense mit Sida mottle Alagoas virus (SiMoAV)
- B. sidavenae mit Sida chlorotic vein virus (SiCVV)
- B. sidavulgaris mit Sida common mosaic virus (SiCMV)
- B. siegesbeckiae mit Siegesbeckia yellow vein virus (SgYVV)
- B. siegesbeckiaguangxiense mit Siegesbeckia yellow vein Guangxi virus (SgYVGxV)
- B. solanumamazonasense mit chino del tomate Amazonas virus (CdTAV) – Tomate
- B. solanumanjouanense mit tomato leaf curl Anjouan virus (ToLCAnV)
- B. solanumaraguaense mit tomato mild yellow leaf curl Aragua virus (ToMYLCAV)
- B. solanumargentinaense mit tomato mottle wrinkle virus (ToMoWV)
- B. solanumarushaense mit tomato leaf curl Arusha virus (ToLCArV)
- B. solanumaureicontorsionis mit tomato golden leaf distortion virus (ToGLDV)
- B. solanumaureimaculae mit tomato golden leaf spot virus (ToGLSV)
- B. solanumaureimusivi mit tomato golden mosaic virus (TGMV)
- B. solanumaureivariati mit tomato golden mottle virus (ToGMoV)
- B. solanumaureivenae mit tomato golden vein virus (TGVV)
- B. solanumaustraliaense mit tomato leaf curl virus (ToLCV/To, …)
- B. solanumbangalorense mit tomato leaf curl Bangalore virus (ToLCBaV/A – D)
- B. solanumbangladeshense mit tomato leaf curl Bangladesh virus (ToLCBV)
- B. solanumboliviense mit Solanum mosaic Bolivia virus (SoMBoV)
- B. solanumburkinafasoense mit tomato leaf curl Burkina Faso virus (TLCBFV)
- B. solanumcebuense mit tomato leaf curl Cebu virus (ToLCCeV)
- B. solanumchinaense mit tomato leaf curl China virus (ToLCCNV/BS, …)
- B. solanumcomorosense mit tomato leaf curl Comoros virus (ToLCKMV, …)
- B. solanumcontorsionis mit tomato leaf distortion virus (ToLDV)
- B. solanumcrispi mit tomato wrinkled mosaic virus (ToWMV)
- B. solanumdelhiense mit tomato leaf curl New Delhi virus (ToLCNDV)
- B. solanumdelhiquarti mit tomato leaf curl New Delhi virus 4 (ToLCNDV4)
- B. solanumdelhiquinti mit tomato leaf curl New Delhi virus 5 (ToLCNDV5)
- B. solanumdelhisecundi mit tomato leaf curl New Delhi virus 2 (ToLCNDV2)
- B. solanumdepravationis mit tomato leaf deformation virus (ToLDeV)
- B. solanumdianaense mit tomato leaf curl Diana virus (ToLCDiV)
- B. solanumflavariati mit tomato bright yellow mottle virus (ToBYMoV)
- B. solanumflavi mit chino del tomate virus (CdTV/To, …)
- B. solanumflavusardiniaense mit tomato yellow leaf curl Sardinia virus (TYLCSaV bzw. TYLCSV)[8]
- B. solanumflavusaxarquiaense mit tomato yellow leaf curl Axarquia virus (TYLCAxV)
- B. solanumflavuschinaense mit tomato yellow leaf curl China virus (TYLCCNV/HH, …)[20]
- B. solanumflavuscontorsionis mit tomato yellow leaf distortion virus (ToYLDV)
- B. solanumflavusdepravationis mit tomato yellow leaf deformation dwarf virus (ToYLDeDV)
- B. solanumflavusguangdongense mit tomato yellow leaf curl Guangdong virus (TYLCGdV)
- B. solanumflavushuangbaiense mit tomato yellow leaf curl Shuangbai virus (TYLCShV)
- B. solanumflavusindonesiaense mit tomato yellow leaf curl Indonesia virus (TYLCIDV)
- B. solanumflavuskanchanaburiense mit tomato yellow leaf curl Kanchanaburi virus (TYLCKaV)
- B. solanumflavusmaculae mit tomato yellow spot virus (ToYSV)
- B. solanumflavusmalacitanum mit tomato yellow leaf curl Malaga virus (TYLCMaV bzw. TYLCMalV)[8]
- B. solanumflavusmaliense mit tomato yellow leaf curl Mali virus (TYLCMLV)
- B. solanumflavusmarginis mit tomato yellow margin leaf curl virus (ToYMLCV)
- B. solanumflavusthailandense mit tomato yellow leaf curl Thailand virus (TYLCTHV/A – E)
- B. solanumflavusvariati mit tomato yellow mottle virus (ToYMoV)
- B. solanumflavusvenae mit tomato yellow vein streak virus (ToYVSV)
- B. solanumflavusvietnamense mit tomato yellow leaf curl Vietnam virus (TYLCVV)
- B. solanumflavusyunnanense mit tomato yellow leaf curl Yunnan virus (TYLCYnV)
- B. solanumghanaense mit tomato leaf curl Ghana virus (ToLCGV, …)
- B. solanumguangdongense mit tomato leaf curl Guangdong virus (ToLCGdV)
- B. solanumguangxiense mit tomato leaf curl Guangxi virus (ToLCGxV)
- B. solanumgujaratense mit tomato leaf curl Gujarat virus (ToLCGUV)
- B. solanumhainanense mit tomato leaf curl Hainan virus (ToLCHaiV)
- B. solanumhanoiense mit tomato leaf curl Hanoi virus (ToLCHaV)
- B. solanumhavanaense mit tomato mosaic Havana virus (ToMHaV)
- B. solanumhsinchuense mit tomato leaf curl Hsinchu virus (ToLCHsV)
- B. solanumintervenae mit tomato interveinal chlorosis virus (ToICV)
- B. solanumiranense mit tomato leaf curl Iran virus (ToLCIRV)
- B. solanumjapanense mit tomato leaf curl Japan virus (ToLCJV)
- B. solanumjavaense mit tomato leaf curl Java virus (ToLCJaV/A und ToLCJaV/B)
- B. solanumjoydebpurense mit tomato leaf curl Joydebpur virus (ToLCJV)
- B. solanumkalakadaense mit tomato severe leaf curl Kalakada virus (ToSLCKV)
- B. solanumkarnatakaense mit tomato leaf curl Karnataka virus (ToLCKaV/Ban)
- B. solanumkarnatakasecundi mit tomato leaf curl Karnataka virus 2 (ToLCKV2)
- B. solanumkarnatakatertii mit tomato leaf curl Karnataka virus 3 (ToLCKV3)
- B. solanumkeralaense mit tomato leaf curl Kerala virus (ToLCKeV)
- B. solanumkunenense mit tomato leaf curl Kunene virus (ToLCKunV)
- B. solanumlaosense mit tomato leaf curl Laos virus (ToLCLV)
- B. solanumlapazense mit tomato chino La Paz virus (ToChLPV/A, …)
- B. solanumlatentis mit tomato latent virus (ToLV)
- B. solanumliwaense mit tomato leaf curl Liwa virus (ToLCLwV)
- B. solanummadagascarense mit tomato leaf curl Madagascar virus (ToLCMGV/Men und ToLCMGV/Ats)
- B. solanummahense mit tomato leaf curl Mahé virus (ToLCMahV)
- B. solanummalaysiaense mit tomato leaf curl Malaysia virus (ToLCMYV/MY)
- B. solanummaliense mit tomato leaf curl Mali virus (ToLCMLV)
- B. solanummindanaoense mit tomato leaf curl Mindanao virus (ToLCMiV)
- B. solanummoheliense mit tomato leaf curl Moheli virus (ToLCMohV)
- B. solanummusivi mit tomato bright yellow mosaic virus (ToBYMV)
- B. solanumnamakelyense mit tomato leaf curl Namakely virus (ToLCNaV)
- B. solanumnigeriaense mit tomato leaf curl Nigeria virus (ToLCNGV)
- B. solanumpalampurense mit tomato leaf curl Palampur virus (ToLCPalV)
- B. solanumpallidi mit tomato chlorotic leaf curl virus (ToCLCV)
- B. solanumpallidicontorsionis mit tomato chlorotic leaf distortion virus (ToClLDV)
- B. solanumpallidiguyanense mit tomato chlorotic mottle Guyane virus (ToCMoGV)
- B. solanumpallidivariati mit tomato chlorotic mottle virus (ToCMoV/BA, …)
- B. solanumparvi mit tomato dwarf leaf virus (ToDfLV)
- B. solanumpatnaense mit tomato leaf curl Patna virus (ToLCPatV)
- B. solanumphilippinense mit tomato leaf curl Philippines virus (ToLCPV/B und ToLCPV/A und ToLCPV/C)
- B. solanumpunense mit tomato leaf curl Pune virus (ToLCPuV)
- B. solanumrajasthanense mit tomato leaf curl Rajasthan virus (ToLCRaV)
- B. solanumretorridi mit tomato curly stunt virus (ToCSV)
- B. solanumrugosi mit tomato rugose mosaic virus (ToRMV)
- B. solanumrugosiflavi mit tomato rugose yellow leaf curl virus (TRYLCV)
- B. solanumseveri mit tomato severe leaf curl virus (ToSLCV/GT, …)
- B. solanumseverparvi mit tomato mosaic severe dwarf virus (ToMSDV)
- B. solanumseverugosi mit tomato severe rugose virus (ToSRV)
- B. solanumseychellesense mit tomato leaf curl Seychelles virus (ToLCSCV)
- B. solanumsinaloaense mit tomato leaf curl Sinaloa virus (ToLCSiV)
- B. solanumsrilankaense mit tomato leaf curl Sri Lanka virus (ToLCLKV)
- B. solanumsudanense mit tomato leaf curl Sudan virus (ToLCSDV/Gez, …)
- B. solanumsulawesiense mit tomato leaf curl Sulawesi virus (ToLCSuV)
- B. solanumtainoense mit tomato mottle Taino virus (ToMoTaV)
- B. solanumtaiwanense mit tomato leaf curl Taiwan virus (ToLCTV/A – C)
- B. solanumtanzaniaense mit tomato leaf curl Tanzania virus (ToLCTZV)
- B. solanumtenuimusivi mit tomato mild mosaic virus (ToMMV)
- B. solanumtoliaraense mit tomato leaf curl Toliara virus (ToLCToV)
- B. solanumtortilis mit tomato twisted leaf virus (ToTLV)
- B. solanumtumoris mit tomato enation leaf curl virus (ToELCV)
- B. solanumugandaense mit tomato leaf curl Uganda virus (ToLCUV)
- B. solanumvariati mit tomato mottle virus (ToMoV)
- B. solanumvariatuminvolutionis mit tomato mottle leaf curl virus (ToMoLCV)
- B. solanumvenadepravationis mit tomato vein clearing leaf deformation virus (ToVCLDeV)
- B. solanumvietnamense mit tomato leaf curl Vietnam virus (ToLCVV)
- B. solanumviolavenae mit tomato leaf curl purple vein virus (ToLCPVV)
- B. solanumvulgarismusivi mit tomato common mosaic virus (ToCmMV)
- B. spilanthis mit Spilanthes yellow vein virus (SpYVV)
- B. spinaciae mit spinach yellow vein virus (SpiYVV)
- B. stachytarphetae mit Stachytarpheta leaf curl virus (StaLCuV)
- B. stanleyi mit Sri Lankan cassava mosaic virus (Sri-Lanka-Maniokmosaikvirus, SLCMV/LK und SLCMV/IN)[8]
- B. synedrellae mit Synedrella yellow vein clearing virus (SyYVCV)
- B. telfairiae mit Telfairia golden mosaic virus (TelGMV)
- B. triumfettae mit Triumfetta yellow mosaic virus (TrYMV)
- B. tuberosi mit potato yellow mosaic virus (PYMV/Po, …)[8]
- B. tuberosumpanamaense mit potato yellow mosaic Panama virus (PYMPV)
- B. verbenae mit Verbena mottle virus (VMoV)
- B. vernoniae mit Vernonia crinkle virus (VeCrV)
- B. vernoniafujianense mit Vernonia yellow vein Fujian virus (VeYVFjV)
- B. vernoniavenae mit Vernonia yellow vein virus (VeYVV)
- B. vignae mit Vigna yellow mosaic virus (Augenbohnenmosaikvirus, ViYMV)
- B. vignaflavi mit cowpea bright yellow mosaic virus (CoBYMV)
- B. vignamusivi mit cowpea golden mosaic virus (CPGMV)
- B. vignaradiatae mit mungbean yellow mosaic virus (MYMV)
- B. vignaradiataindiaense mit mungbean yellow mosaic India virus (MYMIV)
- B. vincae mit Vinca leaf curl virus (VinLCV)
- B. vulgaris mit common bean severe mosaic virus (CBSMV)
- B. warburgi mit South African cassava mosaic virus (Südafrika-Maniokmosaikvirus, SACMV)
- B. wissadulae mit Wissadula golden mosaic virus (WGMV)
- B. wissadulaflavi mit Wissadula yellow mosaic virus (WYMV)
- B. oxalisflavi mit Oxalis yellow vein virus (OxYVV)

Vorgeschlagene Mitgliedsspezies (Auswahl) gemäß angegebener Referenz:
- „Acalypha yellow mosaic virus“[22]
- „Cyamopsis tetragonoloba leaf curl Sikar virus“[23]
- „Cyamopsis tetragonoloba leaf curl virus“ (CyTLCuV)[24][25]
- „Tomato yellow mosaic virus“ (ToYMV, de: „Tomaten-Gelbmosaikvirus“)[26]
- „Zinnia leaf curl virus“[27]

Anmerkung: Viele dieser Spezies findet man (früher) auch als „bigeminivrus“ bezeichnet, oft ist dann nur der letzte Namensteil ‚virus‘ durch ‚bigeminivirus‘ ersetzt. Offenbar ist „Bigeminivirus“ als ein älteres Synonym für Begomovirus zu verstehen, anders als „Legumovirus“ oder „Sweepovirus“ die ausdrücklich Teilgruppen bezeichnen. Siehe etwa Brunt et al. (1996).